# UCI Women’s World Tour
UCI Women's World Tour – cykl najważniejszych zawodów w kolarstwie szosowym kobiet, wprowadzony decyzją Międzynarodowej Unii Kolarskiej w 2016 roku, w miejsce dotychczasowego cyklu Pucharu Świata. Obejmuje 21 najbardziej prestiżowych wyścigów kobiecych na świecie. Jest kobiecym odpowiednikiem serii wyścigów dla mężczyzn – UCI World Tour.

## Triumfatorki
| Rok  | Pierwsze             | Drugie               | Trzecie              |
| ---- | -------------------- | -------------------- | -------------------- |
| 2016 | Megan Guarnier       | Leah Kirchmann       | Lizzie Armitstead    |
| 2017 | Anna van der Breggen | Annemiek van Vleuten | Katarzyna Niewiadoma |
| 2018 | Annemiek van Vleuten | Marianne Vos         | Anna van der Breggen |
| 2019 | Marianne Vos         | Annemiek van Vleuten | Lorena Wiebes        |
| 2020 | Lizzie Deignan       | Elisa Longo Borghini | Lisa Brennauer       |
| 2021 | Annemiek van Vleuten | Demi Vollering       | Elisa Longo Borghini |
| 2022 | Annemiek van Vleuten | Demi Vollering       | Lorena Wiebes        |
| 2023 | Demi Vollering       | Annemiek van Vleuten | Lotte Kopecky        |
| 2024 |                      |                      |                      |
| 2025 |                      |                      |                      |